# Николас Отаменди
Николас Ернан Гонзало Отаменди (шп. Nicolás Hernán Gonzalo Otamendi; 12. фебруар 1988) професионални је аргентински фудбалер који тренутно наступа у Примеира лиги за Бенфику и репрезентацију Аргентине на позицији штопера.

## Успеси

### Клупски
Велез
- Прва лига Аргентине (1) : Клаусура 2009.

Порто
- Прва лига Португалије (3) : 2010/11, 2011/12, 2012/13.
- Куп Португалије (1) : 2010/11.
- Суперкуп Португалије (3) : 2011, 2012, 2013.
- Лига Европе (1) : 2010/11.
- Суперкуп Европе: финалиста 2011.

Манчестер Сити
- Премијер лига (2) : 2017/18, 2018/19.
- ФА куп (1) : 2018/19.
- Лига куп Енглеске (4) : 2015/16, 2017/18, 2018/19, 2019/20.
- ФА Комјунити шилд (2) : 2018, 2019.

Бенфика
- Прва лига Португалије (1) : 2022/23.
- Куп Португалије (1) : 2024/25.
- Суперкуп Португалије (2) : 2023, 2025.

### Репрезентативни
Аргентина
- Светско првенство (1) : 2022.
- Копа Америка (2) : 2021, 2024.
- Куп шампиона КОНМЕБОЛ—УЕФА (1) : 2022.